# Gluten
Glutén ali lépek je zmes beljakovin iz zrn žit, ki daje testu prožnost, koagulira pri peki in daje z vodo lepljivo maso.
Po definiciji spadajo med glutene beljakovinske sestavine pšenice in sorodne beljakovine rži, ječmena in ovsa. Glutenske molekule v pšenici so sestavljene iz gluteninov in gliadinov. Gliadini so
prolamini, nevodotopne beljakovine, ki dajejo testu prožnost. Topni so v alkoholu in vsebujejo veliko aminokislin glutamina in prolina. Prolamine v rži imenujemo sekalini, v ječmenu hordeini, v ovsu pa avenini. Prolamini v pšenici, rži in ječmenu lahko pri dovzetnih posameznikih izzovejo celiakijo.